# Trinity (Bonavista)
Trinity is een gemeente (town) in de Canadese provincie Newfoundland en Labrador aan de oostkust van het eiland Newfoundland. Trinity wordt vanwege zijn authentieke uitzicht met vele typische en kleurrijke houten gebouwen als een van de belangrijkste toeristische trekpleisters van de provincie beschouwd.

## Geschiedenis
De Portugese ontdekkingsreiziger Gaspar Corte-Real arriveerde bij de inham waar het latere Trinity zou gevestigd worden op de zondag na Pinksteren (Trinity Sunday) in het jaar 1501. De rijke viswateren werden daarna vaak aangedaan door seizoensvissers en in 1558 stichtten de Engelsen er een nederzetting. Begin 17e eeuw werd de seizoensgebonden nederzetting Trinity een permanente nederzetting. Het plaatsje groeide daarop snel uit tot een belangrijke uitvalsbasis voor de visserij aan de zogenaamde Engelse kust van Newfoundland en bij uitbreiding van heel Brits Noord-Amerika.
In 1615 stuurden de Britten Sir Richard Whitbourne naar Trinity om er de eerste rechtbank van Noord-Amerika op te richten. Deze had vooral tot doel om conflicten tussen lokale en seizoensvissers op te lossen en om raids en diefstallen, die nadelig waren voor de visserij, een halt toe te roepen. Door het belang van het plaatsje, was het vaak een twistappel tussen de Fransen en Britten. De Fransen veroverden het plaatsje zowel in 1696 als 1705, waarop het tweemaal afgebrand werd. Een halve eeuw later, tijdens de Zevenjarige Oorlog, veroverden de Fransen Trinity voor een derde maal. Tot driemaal toe was dit slechts tijdelijk, aangezien de Britten keer op keer de controle opnieuw verwierven.
Vooral vanaf het midden van de 18e eeuw tot het midden van de 19e eeuw kende Trinity zijn bloeiperiode. In de tweede helft van de 19e eeuw begon St. John's meer en meer uit te groeien tot belangrijkste havenstad van Newfoundland, waardoor Trinity geleidelijk aan het zoveelste gewone vissersdorpje werd.
In 1969 werd het dorp een gemeente met de status van local government community (LGC). In 1980 werden LGC's op basis van The Municipalities Act als bestuursvorm afgeschaft. De gemeente werd daarop automatisch een community om via een algemene wet in 1996 uiteindelijk een town te worden.

## Geografie
De gemeente Trinity ligt op het schiereiland Bonavista aan de noordwestoever van de gelijknamige Trinity Bay. Behalve het dorp Trinity maakt ook het westelijker gelegen gehucht Goose Cove deel uit van de gemeente. Samen met elf andere plaatsen vormen ze Trinity Bight, een gebied met verschillende aaneengesloten nederzettingen aan de gelijknamige bocht van Trinity Bay.
Een kilometer ten noordoosten van het dorp, aan de overkant van de zee-inham waaraan de plaats gelegen is, ligt het dorp Trinity East.

## Demografie
Trinity tussen 1981 en 2011 een stevig dalende demografische trend. Sindsdien is er terug een geleidelijke bevolkingsgroei.
| Demografische ontwikkeling van Trinity tussen 1951 en 2021                                                                                   |
| --- |
| |
| Bron: Statistics Canada (1951–1986, 1991–1996, 2001–2006, 2011–2016, 2021) - Tussen 1971 en 1976 vond er een grondgebiedsuitbreiding plaats. |

## Bezienswaardigheden
Trinity kent nog vele 19e-eeuwse en vroeg-20e-eeuwse houten gebouwen. Heel wat gebouwen zijn toegankelijk voor bezoekers en sommige hebben ook figuranten, zoals de smidse en een kuiperij. Er is ook een bezoekerscentrum, een museum en een theater.
De gemeente telt drie provinciale historische sites (Lester-Garland Premises, Hiscock House en het Trinity Visitor Centre) en vier gemeentelijke sites (Lester-Garland House, The Trinity Museum, The Cooperage en The Green Family Forge) die naar het publiek toe samenwerken.
De Gun Hill Trail rondom onder meer de natuurlijke haven van Trinity is daarnaast een van de belangrijke sites van het door UNESCO erkende Discovery Geopark waarin het plaatsje gelegen is.

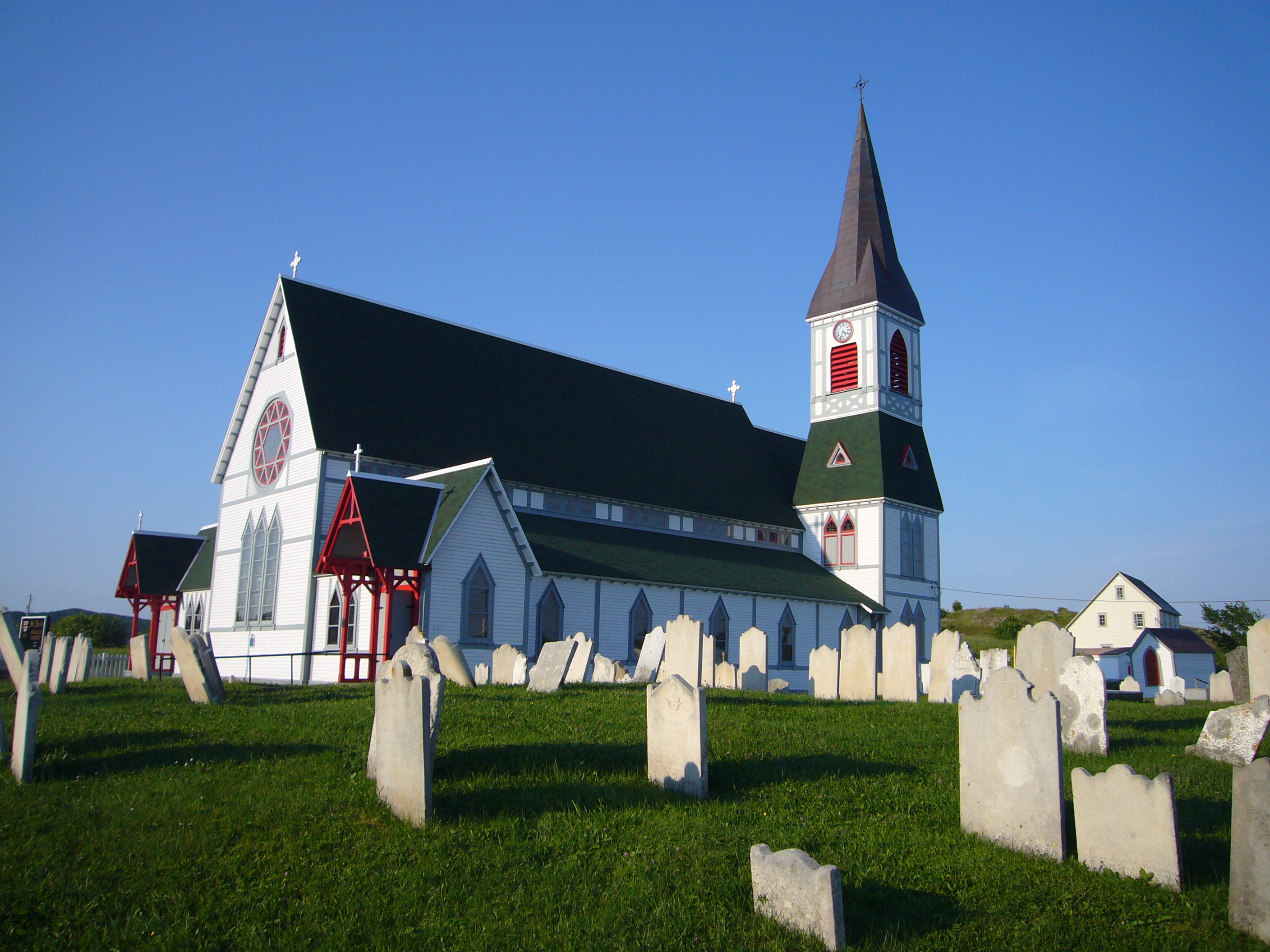
Anglicaanse kerk van St. Paul
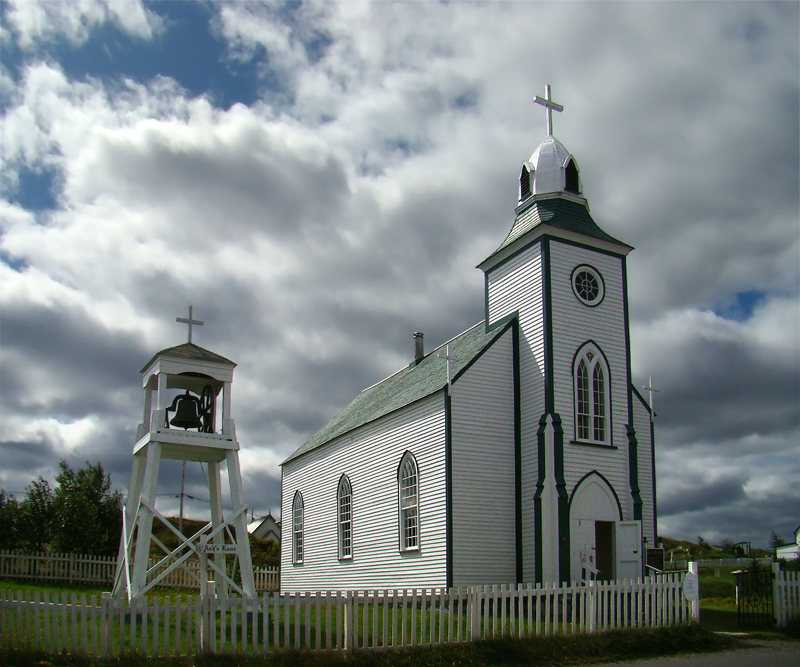
Katholieke kerk van de Heilige Drievuldigheid
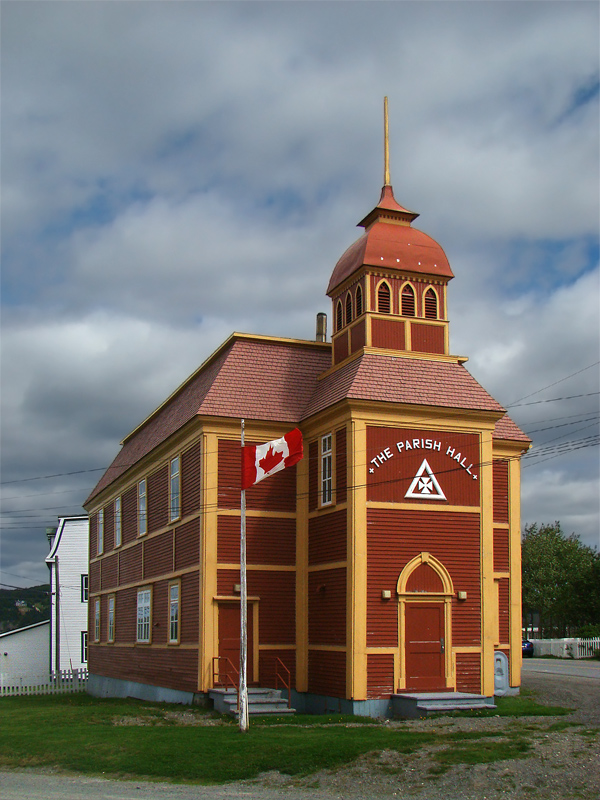
Het parochiehuis
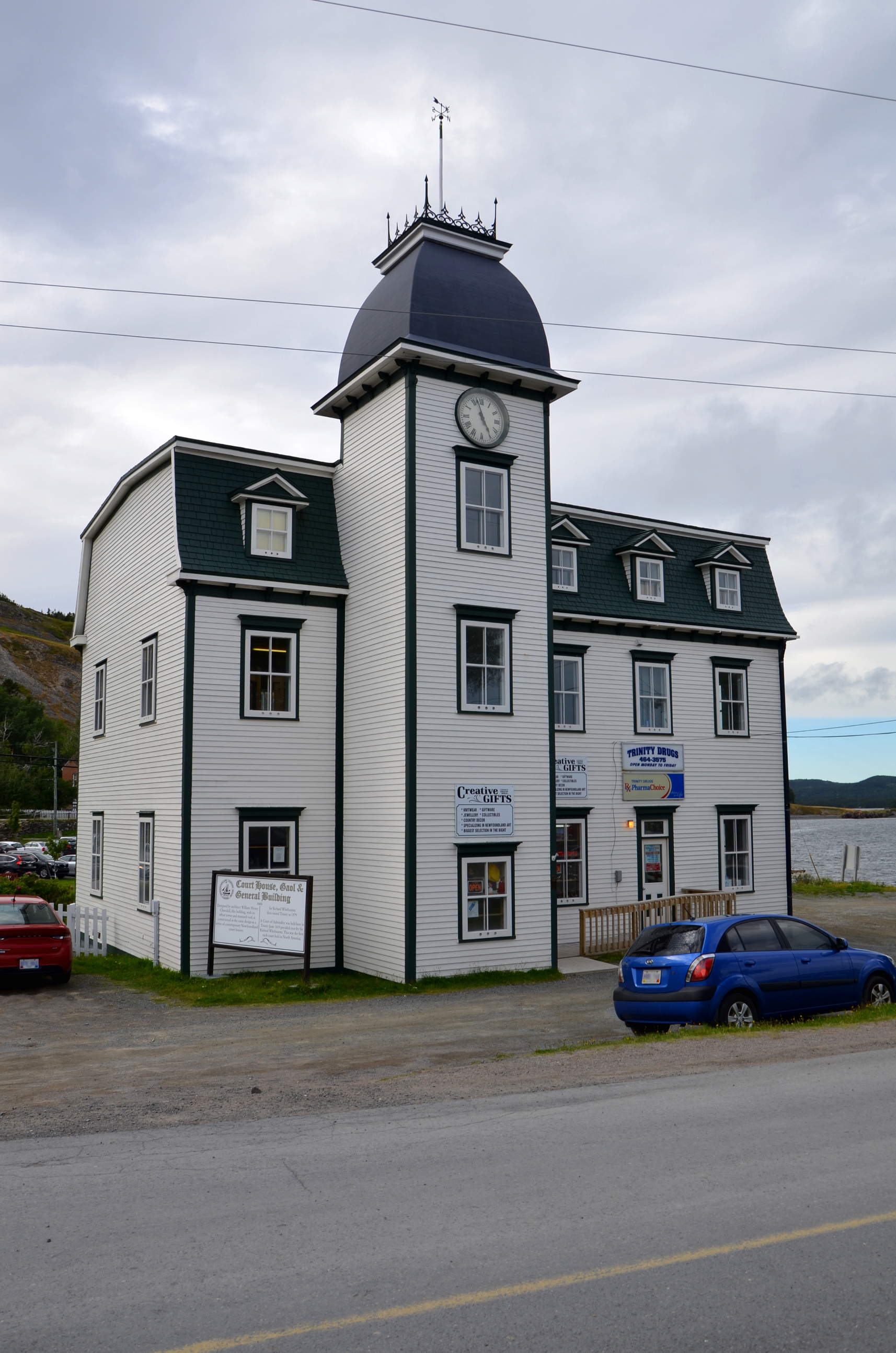
Het gerechtsgebouw
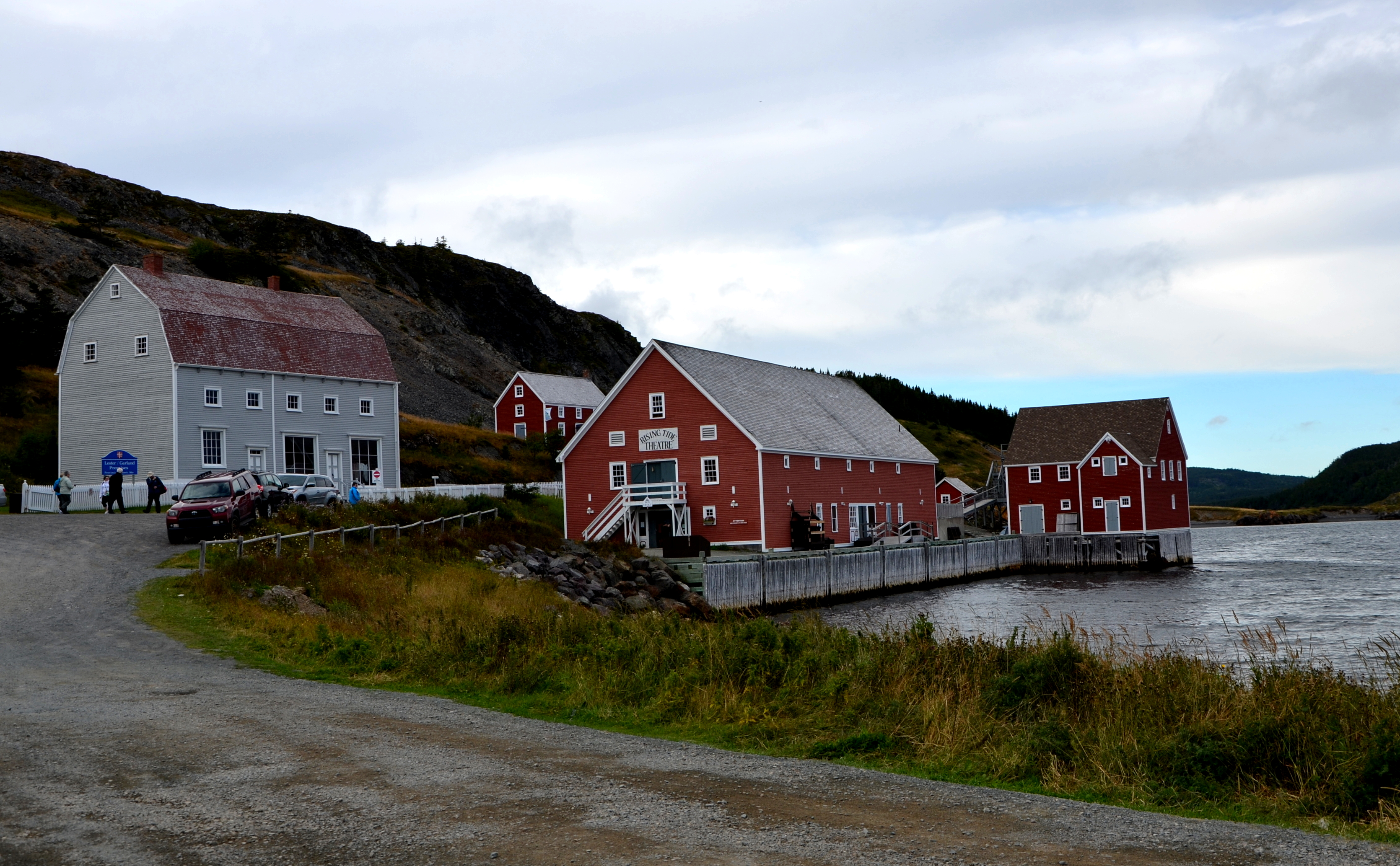
De Lester-Garland Premises en het Rising Tide Theatre
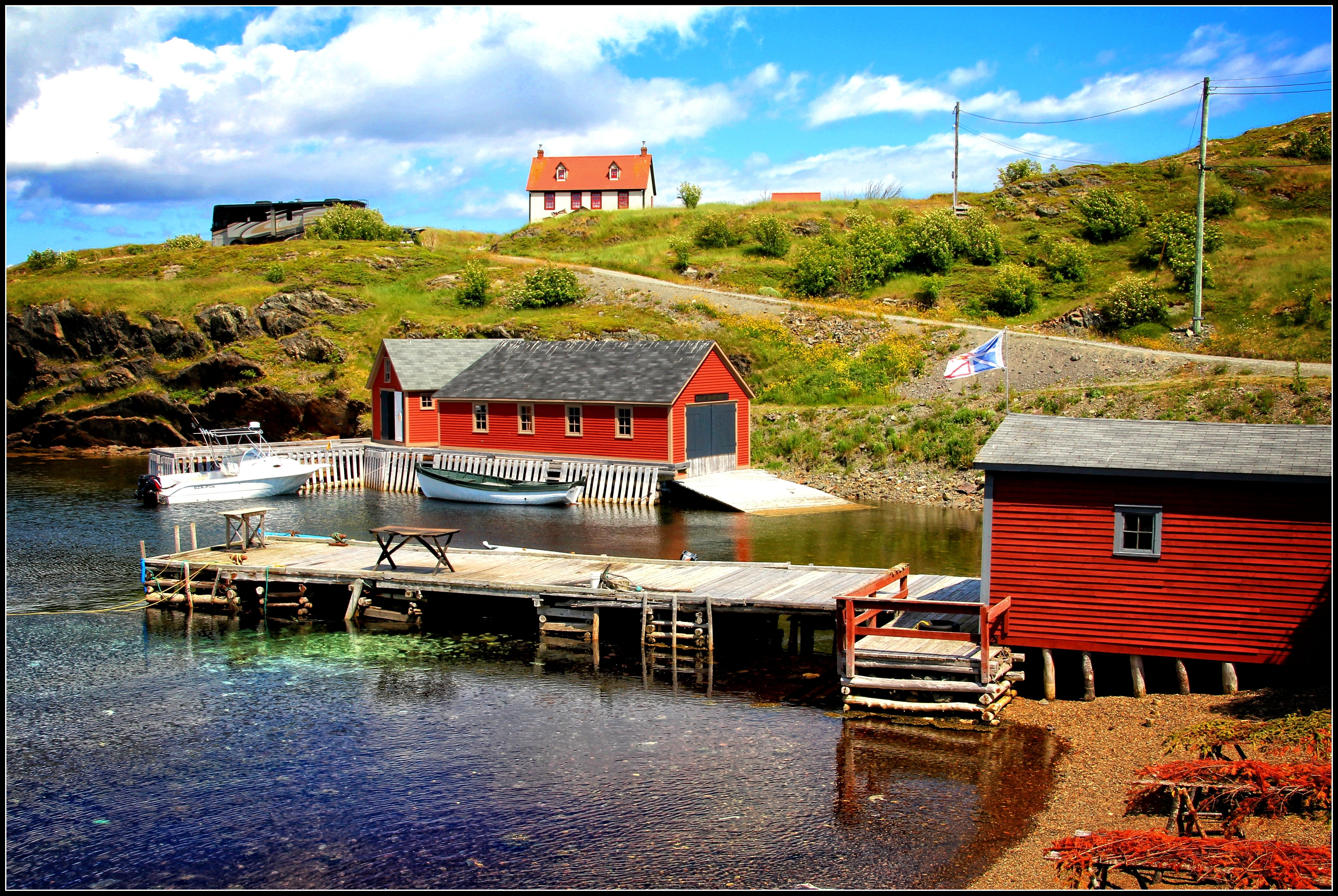
Traditionele fishing stages

## Trivia
- De eerste Noord-Amerikanen die het vaccin tegen pokken ontvingen waren inwoners van Trinity.[6]
- Trinity deed dienst als opnamelocatie voor de film The Shipping News (2001) en de miniserie Random Passage (2002).